# Парский Угол
Парский Угол — село в Моршанском районе Тамбовской области России. 
Входит в Весёловский сельсовет.

## География
Расположено на реке Пара (приток Оки), в 36 км к западу от центра города Моршанск, и в 84 км к северо-западу от центра Тамбова.
К северу находится село Алексеевка Сараевского района Рязанской области.

## Население
| 2002 | 2010 |
| ---- | ---- |
| 540  | ↘358 |

Согласно результатам переписи 2002 года, в национальной структуре населения русские составляли 95 % от жителей.

## История
До 2010 года село было административным центром Парскоугловского сельсовета.